# Шарль де Броквіль

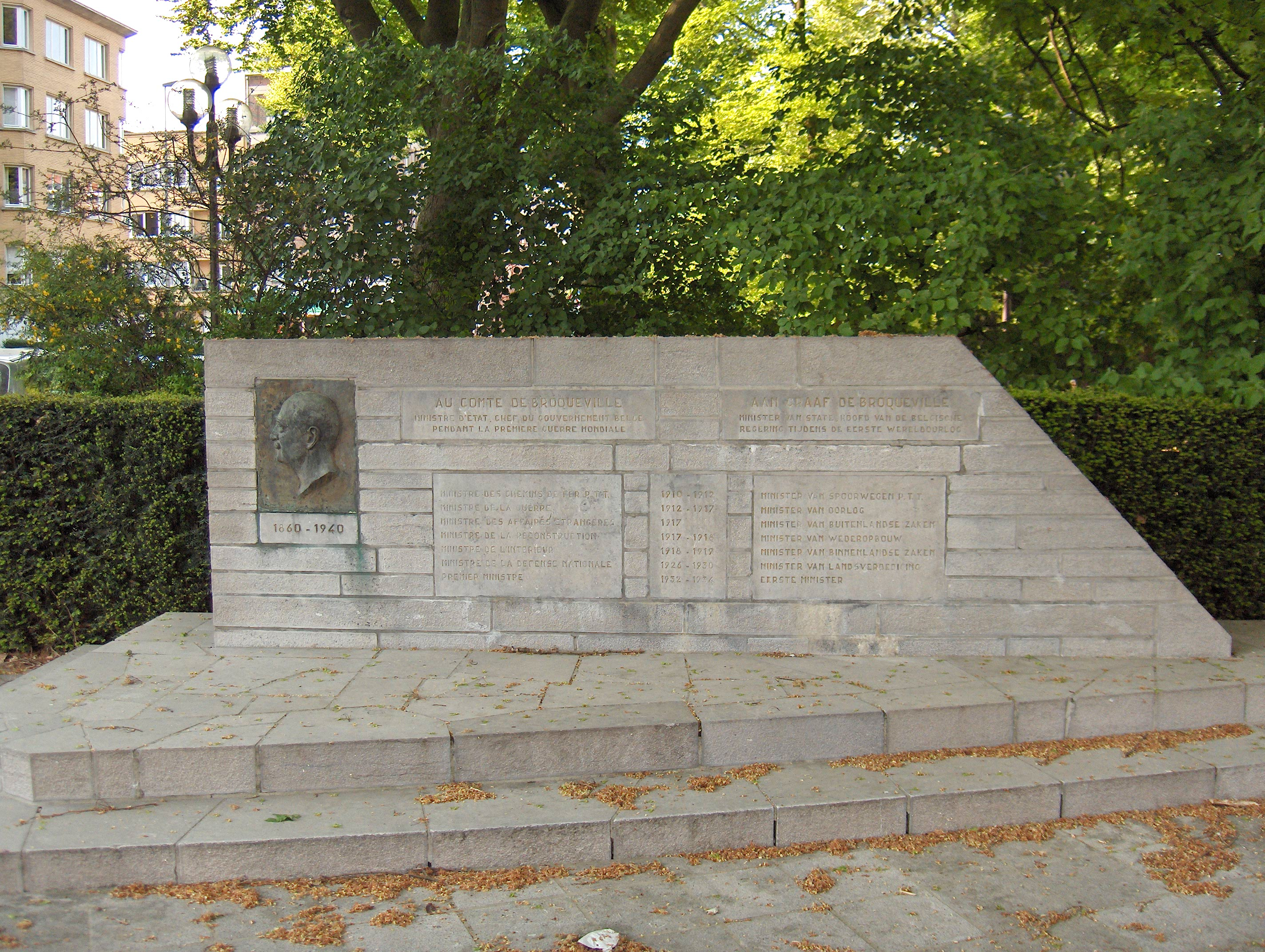
Меморіал Шарля де Броквіля на проспекті його імені, Волюве-Сен-Ламбер, Брюссель

Шарль Марі П'єр Альбер, граф де Броквіль (4 грудня 1860 , Posteld  — 5 вересня 1940 , Брюссель ) — голова бельгійського уряду за часів Першої світової війни. Був лідером Католицької партії. Коли Німеччина порушила нейтралітет Бельгії у серпні 1914, оголосив загальну мобілізацію в країні.
Вторгнення Німеччини 1914 року змусило уряд виїхати у вигнання до Гавра. У цей час у нього виникли суперечки із королем з приводу нейтралітету країни та співпраці з союзниками. Це послабило позиції де Броквіля, та у січні 1918 року останній був змушений піти у відставку з посади міністра закордонних справ, а у травні — з посади голови уряду, втративши підтримку своєї партії.
Де Броквіль також обіймав такі посади в різних кабінетах:
- Міністр залізничного транспорту, пошти, телеграфу й телефону (1910–1912)
- Військовий міністр (1912-1917)
- Міністр закордонних справ (1917)
- Міністр реконструкції (1917-1918)
- Міністр внутрішніх справ (1918-1919)
- Міністр національної оборони (1926–1930)

Пізніше Шарль де Броквіль став удруге прем'єр-міністром, цю посаду він обіймав з 22 жовтня 1932 до 20 листопада 1934 року.